# NXT Battleground (2024)
Pour les articles homonymes, voir Battleground.
L'édition 2024 de Battleground est un Premium Live Event de catch (lutte professionnelle) produit par la World Wrestling Entertainment, une fédération de catch américaine qui est télédiffusée et visible en paiement à la séance sur le WWE Network. Cet événement met en avant les Superstars de NXT, le club-école de la compagnie. Il a eu lieu le 9 juin 2024 au UFC Apex à Las Vegas (Nevada). Il s'agit de la septième édition de Battleground.

## Contexte
Les spectacles de la World Wrestling Entertainment (WWE) sont constitués de matchs aux résultats prédéterminés par les scénaristes de la WWE. Ces rencontres sont justifiées par des storylines – une rivalité avec un catcheur, la plupart du temps – ou par des qualifications survenues dans les shows de la WWE telles que Raw, SmackDown et NXT. Tous les catcheurs possèdent une gimmick, c'est-à-dire qu'ils incarnent un personnage gentil (Face) ou méchant (Heel), qui évolue au fil des rencontres. Un événement comme Battleground est donc un événement tournant pour les différentes storylines en cours,.

## Tableau des matchs
| Ordre par numéros                                                                         | Résultat                                                                       | Stipulation(s)                                                                    | Temps |
| ----------------------------------------------------------------------------------------- | ------------------------------------------------------------------------------ | --------------------------------------------------------------------------------- | ----- |
| 1                                                                                         | Kelani Jordan bat Sol Ruca, Lash Legend, Fallon Henley, Jaida Parker et Michin | Ladder match La gagnante deviendra la première championne Nord-Américaine de NXT. | 12:24 |
| 2                                                                                         | Axiom (c) et Nathan Frazer (c) battent The O.C (Luke Gallows et Karl Anderson) | Tag Team match pour les NXT Tag Team Championship                                 | 11:38 |
| 3                                                                                         | Lola Vice bat Shayna Baszler sur décision de l'arbitre                         | NXT Underground match                                                             | 10:17 |
| 4                                                                                         | Oba Femi (c) bat Wes Lee et Joe Coffey                                         | Triple Threat match pour le NXT North American Championship                       | 12:03 |
| 5                                                                                         | Roxanne Perez (c) bat Jordynne Grace                                           | Match simple pour le NXT Women's Championship                                     | 13:57 |
| 6                                                                                         | Trick Williams (c) bat Ethan Page                                              | Match simple pour le NXT Championship                                             | 12:11 |
| La lettre C placée entre parenthèses désigne la personne ou l’équipe championne en titre. |                                                                                |                                                                                   |       |